# Trieste (1928)
«Трієсте» (італ. Trieste) — військовий корабель, важкий крейсер типу «Тренто» Королівських ВМС Італії за часів Другої світової війни.

## Історія створення
Крейсер «Трієсте» був закладений 22 червня 1925 року на верфі компанії Stabilimento Tecnico Triestino в Трієсті. Спущений на воду 20 жовтня 1926 року. 21 грудня 1928 року увійшов до складу Королівських ВМС Італії.

## Історія служби
Крейсер «Трієсте» протягом усієї своєї служби ніс службу у Середземному морі. У 1929 році разом з «Тренто» здійснив похід до Барселони.
У 1933 році разом з крейсерами «Тренто» та  «Больцано» сформував Другу морську дивізію. У 1934 році ВМС Італії були реорганізовані, і «Тренто», «Больцано» та «Трієсте» сформували Третю морську дивізію із портом базування у Мессіні. У 1935 році нетривалий час був флагманським кораблем III дивізії крейсерів.
З початком Другої світової війни «Трієсте» був включений до складу Третьої дивізії крейсерів у складі Другої ескадри. У серпні 1940 року став флагманським кораблем адмірала Луїджі Занзонетті (італ. Luigi Sansonetti). Корабель брав участь у багатьох битвах італійського флоту на Середземному морі: битві біля Пунта Стіло (9 липня 1940 року), бою біля мису Спартівенто (27 листопада 1940 року), бою біля мису Матапан (27-28 березня 1941 року).
9 листопада 1941 року крейсер брав участь у бою за конвой «Дуїсбург». 
21 листопада 1941 крейсер був пошкоджений внаслідок влучання торпеди, випущеної з британського підводного човна HMS Utmost. Було затоплено 3 котельні відділення, але команда зуміла врятувати корабель та довести його до Мессіни. До літа 1942 року крейсер проходив ремонт.
Протягом 11-13 серпня 1942 року «Трієсте» брав участь в операції «П'єдестал» із перехоплення британського конвою на Мальту. Надалі, через брак палива, крейсер практично не виходив у море.
10 квітня 1943 року крейсер «Трієсте» був потоплений під час нальоту бомбардувальників B-24 на Ла-Маддалену, де на той час базувалась III дивізія крейсерів. Загинули 77 членів екіпажу, 75 були поранені..
Формально корабель був виключений зі складу флоту 18 жовтня 1946 року. У 1950 році він був піднятий, і у травні 1951 року проданий Іспанії, де планувалось його переобладнання на авіаносець. Але у серпні того ж року проект був скасований і протягом 1956-1959 років корабель був розібраний на метал.